# Patagiaster granulatus
Patagiaster granulatus is een kamster uit de familie Astropectinidae.
De wetenschappelijke naam van de soort werd in 2006 gepubliceerd door Donald George McKnight.